# Balch Springs
Balch Springs város az USA Texas államában, Dallas megyében. Lakosainak száma 27 685 fő (2020. április 1.).

## Népesség
A település népességének változása:

| 2010 | 23 728 |
| 2020 | 27 685 |